# 正木進三
正木 進三（まさき しんぞう、1927年12月6日 - 2017年1月28日）は、日本の生物学者。弘前大学名誉教授。専門は昆虫学で、昆虫の気候適応や光周性の研究などで知られる。「昆虫の光周性」や「生態進化発生学」などの訳本を手がけ、数多くの学生や研究者に影響を与えた。
エンマコオロギ類の気候的種分化の仮説を提唱。日本昆虫学会会長、日本応用動物昆虫学会会長をつとめた。

## 経歴
1927年大阪府生まれ。1954年に北海道大学を卒業。1956年、北海道大学大学院修了。1956年、三重大学農学部教務員。1957年、農学博士（北海道大学）。1958年、三重大学農学部助手、弘前大学農学部講師。1960年、弘前大学農学部助教授。1970年、弘前大学農学部教授。1992年、紫綬褒章。1993年、弘前大学定年退官、弘前大学名誉教授。2000年、勲二等瑞宝章受章。
日本昆虫学会長（1975年 - 1976年12月）、国際昆虫学会評議員（1984年 - 1992年8月）、日本応用動物昆虫学会長（1989年 - 1990年3月）を歴任した。
2017年1月28日逝去（89歳）。

## 受賞歴
- 1967年 -「昆虫の休眠とその地理的変異の研究」で日本応用動物昆虫学会賞受賞。
- 1969年 - 朝日学術奨励賞受賞。
- 1999年 - 木村勇司との共著論文に対して日本昆虫学会賞受賞。
- 2003年 -「昆虫の光周性と季節適応に関する一連の研究」で日本農学賞受賞。
- 2004年 - 国際昆虫学会議功労賞受賞。
- 2017年 - 竹田真木生ら8名との共著論文に対して日本昆虫学会論文賞受賞。

## 著書
- 『昆虫の生活史と進化』中央公論社　1974
- 『季節適応の進化』東京大学出版会　1981
- 『Seasonal Adaptations of Insects』，Oxford University Press　1986

### 共著・編
- 生活史(第2章, 正木・梅谷), 光周カレンダー（第3章）, これからどうなる（第8章）, 種の分化を探る（第9章）. 『アメリカシロヒトリ』（伊藤嘉昭編）. 中央公論社　1972
- Photoperiodism and seasonal cycles of cricket. Problems in Insect Photoperiodism and Diapause: pp. 25-50. 1zd. Leningrad Univ.　1972
- 気候適応と地理的変異．『昆虫の行動と適応』（大島長造編）．培風館　1974
- 昆虫の光周時計と休眠.『時間生物学』（佐々木隆・千葉喜彦編）. 朝倉書店 1974
- Larval life (pp. 13–31), Life cycle programming (pp. 31–60), Past and future (pp. 129–148), Speciation (pp. 149–172)(Masaki S., Ito Y.). Adaptation and Speciation in the Fall Webworm (Hidaka T. ed.)， Kodansha　1977
- Seasonal and latitudinal adaptation in the life cycles of cricket. Evolution of Insect Migration and Diapause (Dingle H. ed.): pp. 72-100. Springer Verlag　1978
- 光周時計.『昆虫時計』（千葉喜彦・宇尾淳子・大島長造・正木進三編）. 培風館　1979
- コオロギ類.『昆虫実験法』（一瀬太良他編）, 学会出版センター　1980
- 季節適応の進化.『昆虫学最近の進歩』（石井象二郎編）, 東京大学出版会　1981
- The diapause clock in a moth: response to temperature signals. Biological Clocks in Seasonal Reproductive Cycles (Follett B.K., Follett D.E. eds.): pp. 101-112. John Wright & Sons　1981
- Introduction. Diapause and Life Cycle Strategies in Insects (Brown V.K., Hodek I. eds.): pp. 1-5. Dr W. Junk Publishers　1981
- 季節適応.『現代応用昆虫学』（笹川満広他編）, 朝倉書店　1984
- Unity and diversity in insect photoperiodism. Photoperiodic Regulation of Insect and Molluscan Hormones (Ciba Foundation Symposium 104) (Porter R., Collins G.M. eds.): pp. 7-25. Pitman Press　1984
- Adaptation to hazardous seasonal conditions: Dormancy, migration, and polyphenism. Ecological Entomology (Huffaker C.B., Rabb R.L. eds.): pp.150-183. John Wiley　1984
- コオロギ類－気候適応による分布の拡大－.『日本の昆虫－侵略と攪乱の生態学』（桐谷圭治編）, 東海大学出版会　1989
- Significance of ovipositor length in life cycle adaptations of crickets. The Evolution of Insect Life Cycles (Taylor F., Karban R. eds.): pp. 20-34. Springer Verlag　1986
- 年周リズム.『生体リズムの生理学』（鳥居鎮夫・川村浩編）, 医学書院　1987
- Cricket life cycle. Evolutionary Biology 21(Hecht M.K., Wallace B., Prance G.T. eds.): pp. 349-423. Plenum Publishing Corporation　1987
- Evolutionary differentiation of right and left tegmina in crickets. Evolutionary Biology of Orthopteroid Insects (Baccetti B. ed.): pp. 347-357. Ellis Horwood　1987
- Opportunistic diapause in the subtropical ground cricket Dianemobius fascipes. Insect Life Cycles: Genetics, Evolution and Coordination. (Gilbert E. ed.): pp. 125-141. Springer Verlag　1990
- 季節変動.『生気象学の事典』（日本気象学会編）, 朝倉書店　1992
- Photoperiodic time measurement in seasonal adaptations of ground crickets. Circadian Clocks from Cell to Human (Hiroshige T., Honma K. eds.): pp. 73-88. Hokkaido University Press　1992
- Insect life-cycle polymorphism: Introduction. Insect Life Cycle Polymorphism (Danks H.V. ed.): pp.1-3. Kluwer Academic Publishers　1994
- Summer diapause in the polymorphic life cycle of the noctuid moth Mamestra brassicae. Insect Life Cycle Polymorphism (Danks H.V. ed.): pp. 191-204. Kluwer Academic Publishers　1994
- 昆虫の光周反応と測時機構． 『環境昆虫学―行動・生理・化学生態』（日高敏隆・松本義明監修，本田計一・本田洋・田付貞洋編），東京大学出版会　1999
- Photoperiodic time measurement and shift of the critical photoperiod for diapause induction in a moth. Insect Timing: Circadian Rhythmicity to Seasonality (Denlinger D.L., Giebultowicz J.M., Saunders D.S. eds.): pp. 95-112. Elsevier Science　2001
- コオロギ類の分布拡大と適応.『休眠の昆虫学』（田中誠二・桧垣守男・小滝豊美編）, 東海大学出版会　2004
- 耐性は進化への道.『耐性の昆虫学』（田中誠二・小滝豊美・田中一裕編）,  東海大学出版会　2008

### 訳書
- 『昆虫の光周性』（ア・エス・ダニレフスキ－著）東京大学出版会　（日高敏隆、正木進三）1966
- 『昆虫時計』（D.S.ソーンダース著）サイエンス社　1981
- 『生態進化発生学 エコ－エボ－デボの夜明け』（スコット・F・ギルバート，デイビッド・イーペル著) 東海大学出版会　（正木進三、竹田真木生、田中誠二）　2012

## 参考
- デジタル版 日本人名大辞典+Plus『正木進三』 - コトバンク
- 弘前大学学報48号 (PDF, 1.2 MiB)